# Погребищенский район

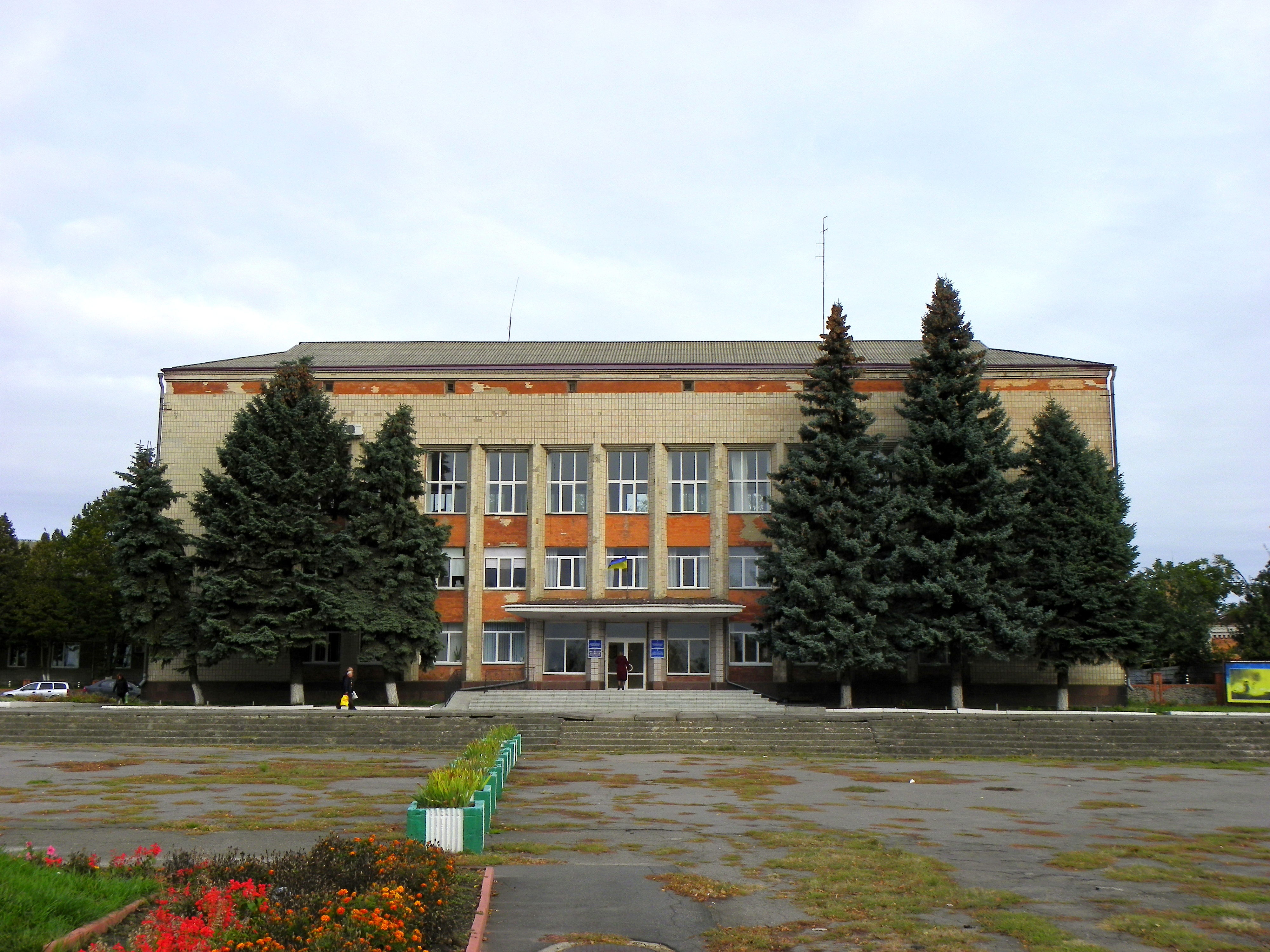
Здание администрации Погребищенского района

Погреби́щенский райо́н (укр. Погребищенський район) — упразднённая административная единица на северо-востоке Винницкой области Украины. Административный центр — город Погребище.

## География
Площадь — 1200 км² (4-е место среди районов).
Основные реки — Рось.
Район граничит на севере с Ружинским районом Житомирской области, на западе — с Казатинским и Калиновским, на юге и юго-западе — с Липовецким, на юге и юго-востоке — с Оратовским районами Винницкой области, на востоке — с Тетиевским районом Киевской области.

## История
Район образован весной 1923 года в Бердичевском округе. С 27 февраля 1932 года до 22 сентября 1937 года район был в составе Киевской области.
17 июля 2020 года в результате административно-территориальной реформы район вошёл в состав Винницкого района.

## Демография
Население района составляет 31 372 человека (на 1 июня 2013 года), в том числе городское население 9 870 человек (31,46 %), сельское — 21 502 человека (68,54 %).

## Административное устройство
Количество советов (рад):
- городских — 1
- сельских — 26

## Населённые пункты
Количество населённых пунктов:
- городов районного значения — 1
- сёл — 57
- посёлков сельского типа — 5

Всего насчитывается 63 населённых пункта.

## Инфраструктура района[4]
| № | Отрасли промышленного производства | Объём производства | %     |
| - | ---------------------------------- | ------------------ | ----- |
| 1 | Пищевая и перерабатывающая         | 0,802 млн.грн.     | 70,7  |
| 2 | Машиностроение и металлообработка  | 0,310 млн.грн.     | 29,3  |
|   | Всего                              | 1,112 млн.грн.     | 100,0 |

Основные направления деятельности предприятий района: растениеводство, производство муки и круп, сушка и сохранение зерновых.
В отраслях экономики района занято 1,53 тыс. чел.

### В районе родились
- Бурлачук, Фока Фёдорович (1914—1997) — украинский и советский писатель.
- Шенкар, Арье Лейб (1887—1959) — еврейский промышленник, пионер израильской текстильной индустрии (род. в селе Спичинцы).
- Миньковский, Александр Захарьевич (1900—1979) — хоровой дирижёр, народный артист СССР (1960).
- Панчук, Иван Владимирович (1900—1959) — советский военачальник, генерал-майор.
- Сапожников, Валентин Иванович (1926—1996) — дипломат, правовед, доктор юридических наук, профессор.